# Държавна тайна
Държавната тайна е класифицирана информация, защитена от държавата, която съдържа сведения за нейната военна, външна и икономическа политика, разузнаването и контраразузнаването, оперативно-разследващите и други дейности, разпространението на която може да застраши националната сигурност или да наруши функционирането на системата за национална сигурност.
Държавна тайна е информацията, определена в списък (Приложение № 1 към Закона за защита на класифицираната информация), нерегламентираният достъп до която би създал опасност за или би увредил интересите на Република България, свързани с националната сигурност, отбраната, външната политика или защитата на конституционно установения ред.

## Санкции
Който разгласи информация, представляваща държавна тайна, която му е била поверена или станала известна по служба или работа, както и този, който разгласи такава информация, като съзнава, че от това може да последват вреди за интересите на Република България, ако не подлежи на по-тежко наказание, се наказва с лишаване от свобода от две до осем години.
Ако от деянието са настъпили или могат да настъпят особено тежки последици за сигурността на държавата, наказанието е лишаване от свобода от пет до петнадесет години.
С наказанието се наказва и този, който разгласи чуждестранна класифицирана информация, получена по международен договор, по който Република България е страна.
Налагат се и санкции по Закона за защита на класифицираната информация.